# پینییا تراسمنته
پینییا تراسمنته (به اسپانیایی: Pineda de la Sierra) یک شهرستان در اسپانیا است.